# Markus Aspelmeyer
Markus Aspelmeyer là một nhà Vật lý lượng tử người Đức đã đoạt giải Lieben năm 2007.

## Cuộc đời và Sự nghiệp
Aspelmeyer sinh năm 1974 tại thành phố Schongau, Bayern, Đức. Ông tốt nghiệp bằng tú tài năm 1993.
Ông học Vật lý học và Triết học ở Đại học München, đậu bằng cử nhân triết học rồi bằng tiến sĩ Vật lý năm 2002. Ông gia nhập nhóm Anton Zeilinger ở Đại học Viên cùng năm. Ông trở thành trợ giáo ở đại học này, sau đó làm nhà nghiên cứu Junior, rồi nhà nghiên cứu Senior tại Viện Quang học lượng tử và Thông tin lượng tử của Viện Hàn lâm Khoa học Áo. Ông nghiên cứu các lãnh vực Rối lượng tử và Quang học lượng tử.
Ông được thưởng Giải Lieben năm 2007 và một khoản trợ cấp ban đầu cho nhà nghiên cứu độc lập của Hội đồng Nghiên cứu châu Âu (ERC) năm 2009. Ông được mời làm giáo sư ở Đại học Oxford, Đại học Calgary, Đại học Viên và hiện nay ông giữ chức giáo sư môn Thông tin lượng tử trên phạm vi Nano (Quantum Information on the Nanoscale) ở Đại học Viên.